# 赤沢宗伝
赤沢 宗伝（あかさわ そうでん）は、戦国時代から安土桃山時代にかけての武将。三好氏の家臣。阿波国板野郡板西城主。

## 出自
赤沢氏は小笠原氏の庶家であり信濃国を本拠としていたが、延徳3年（1491年）に一族の赤沢朝経が室町幕府の管領・細川政元に外様の内衆として仕え、その子・長経も阿波細川家の細川澄元に仕えた。赤沢宗伝は長経の子孫、またはその名跡を継いだと思われるが判然としない。また、弘治元年（1555年）には、赤沢本家の赤沢経智、経智の子・長勝、貞経も甲斐武田氏に信濃を追われ、信濃守護の小笠原長時と共に小笠原庶家の三好長慶を頼り上洛している。

## 生涯
宗伝は阿波守護代三好氏当主である三好長慶の弟・三好実休に仕え、実休の姪を室と迎えており、嫡子・鹿之丞、一族の「板西城三人衆」・赤沢出羽守、坂上備前守、安芸飛騍守、及び、阿部采女正（下庄）、坂東紀伊守（椎本庄）、大寺松太輔（大寺庄）、赤沢美濃守（上庄）、新開右近（西分庄）、犬伏左近（犬伏庄）、七条孫四郎（七条庄）、高輪幸内（高輪庄）を「赤沢家十二人衆」として近隣に配した。
永禄5年（1562年）3月、久米田の戦いにおいて実休が戦死すると、上桜城主の篠原長房、木津城主の篠原自遁と共に出家し、その後、実休の子・三好長治を重臣として補佐した。
元亀4年（1573年）5月、篠原長房が主君・三好長治、十河存保（長治の実弟）、阿波守護・細川真之（長治の異父兄）により上桜城を攻められ、7月に戦死した（上桜城の戦い）。この時、長房と親交が厚かった宗伝の板西城も攻められている。その後、宗伝は「紫雲（篠原長房）の討伐は以っての外だ。忠節な武士を討つ事によって三好の天下も終末が近い。」と嘆き、板西城を捨て3年間高野山へ引篭ったと伝わる。
天正4年（1576年）、三好長治も細川真之と争い戦死し、十河存保が三好長治の跡を継いだ。
天正10年（1582年）9月、宗伝は、長宗我部元親が三好存保（十河存保）の勝瑞城を攻めた中富川の戦いにおいて、一族郎党を率い三好方として奮戦したが、討ち死にした。四国八十八箇所霊場、第三番札所、金泉寺奥の院の愛染院に廟が祀られている。

## 伝承
赤沢信濃守のわらじ
とんと昔あったと。
板野町板西城主(ばんざいじょうしゅ)に赤沢信濃守(あかざわしなののかみ)ちゅう武将がおった。
土佐の長宗我部元親(ちょうそかべもとちか)が勝瑞城(しょうずいじょう)へ攻め寄せてきたとき、城の近くの中富川(なかとみがわ)で大合戦(かっせん)となった。阿波で一番おっきょい戦(いくさ)ちゅうことで、阿波の殿(との)さん三好氏(みよしし)も滅ぼされてしもうた。
三好氏の家来だった信濃守(しなののかみ)も中富川で戦(たたこ)うたが、うち死にしてしもうた。信濃守は敵のえらい侍(さむらい)の一人を組み伏せ、ヨロイ通(どおし)で体を刺そうとしたが、履いとったわらじのひもが切れてしもうた。ほのひょうしに敵将が起き上がり逆に刺し殺されてしもうたんじゃと。
こんなことがあって、信濃守をまつってある板野町松坂(まつさか)の阿弥陀寺(あみだじ、現愛染院)のホコラはんにわらじがいっぱいかけられとるんじゃ。ほれに、奥方(おくがた)も神経痛で足が弱っとってはよう逃げることがでけなんだ。ほれから、腰から下(しも)と足の病(やまい)によう効くちゅうてお参りに来る人がおるんじゃ。
わらじは病が治った願ほどきのしるしじゃそうな。おーしまい。